# Военно-морской флаг

Военно-морской флаг России

Военно-морской флаг СССР

Вое́нно-морско́й флаг — знак принадлежности военного корабля (судна) к вооружённым силам данного государства; представляет собой полотнище официально установленной расцветки и формы. Военно-морские флаги появились ещё в Древнем мире и окончательно установились в XVI—XVIII веках.

## История
В России в начале XVIII века был введён военно-морской флаг с косым голубым Андреевским крестом. После Октябрьской революции 1917 на кораблях Советского ВМФ в 1918—1920 поднимался государственный и военный флаг РСФСР, утверждённый 14 апреля 1918 советским правительством. 29 сентября 1920 утверждён военно-морской флаг РСФСР. В связи с образованием СССР введён (24 августа 1923) новый военно-морской флаг СССР. 19 июня 1942 введён Гвардейский военно-морской флаг.
В некоторых государствах военно-морской флаг отличается от государственного флага расцветкой, рисунком (например, СССР, Великобритания, Япония), или формой (Финляндия, Швеция), или пропорциями (Гайана, Доминиканская Республика, Пакистан, Франция), или оттенком (Греция, Дания).
В ряде государств военно-морские флаги одинаковы с государственным флагом (Австрия, Аргентина, Бахрейн, Белиз, Бенин, Бразилия, Венесуэла, Восточный Тимор, Республика Гаити, Гватемала, Гвинея, Гвинея-Бисау, Демократическая Республика Конго, Джибути, Доминика, Индонезия, Ирак, Иран, Ирландия, Исландия (береговая охрана), Испания, Кабо-Верде, Камбоджа, Камерун, Катар, Республика Кипр, Кирибати, Коморы, Республика Конго, Кот-д’Ивуар, Куба, Кувейт, Лаос, Либерия, Ливан, Мавритания, Мадагаскар, Мальдивы, Мальта, Мексика, Мозамбик, Нидерланды, Никарагуа, Норвегия, Панама, Парагвай, Перу, Португалия, Румыния, Сальвадор, Самоа, Сан-Томе и Принсипи, Северная Македония, Сейшелы, Сенегал, Сент-Винсент и Гренадины, Сирия, Словения, Соединённые Штаты Америки, Сомали, Суринам, Танзания, Того, Тувалу, Тунис, Турция, Уганда, Уругвай,Филиппины, Чили, Эквадор, Экваториальная Гвинея, Эритрея, Эфиопия). 
Размеры флага устанавливаются в зависимости от класса кораблей и судов.

## Галерея

Примеры военно-морских флагов, отличающихся от государственных
Флаг Австралии
Флаг Азербайджана
Флаг Албании
Флаг Алжира
Флаг Анголы
Флаг береговой охраны Антигуа и Барбуды
Флаг Багамских Островов
Флаг Бангладеш
Флаг Барбадоса
Флаг пограничных кораблей Белоруссии
Флаг Бельгии
Флаг Болгарии
Флаг Боливии
Флаг Брунея
Флаг Вануату
Флаг Великобритании
Флаг Венгрии
Флаг Вьетнама
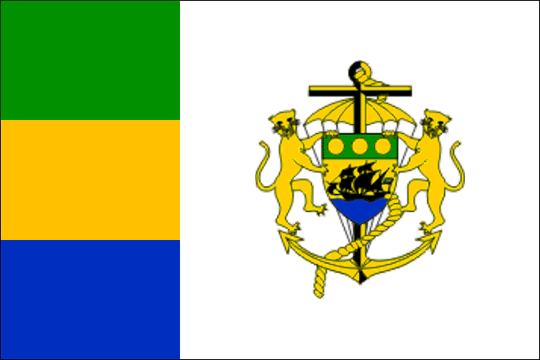
Флаг Габона
Флаг Гайаны
Флаг Гамбии
Флаг Ганы
Флаг Германии
Флаг Гондураса
Флаг Гренады
Флаг Греции
Флаг береговой охраны Грузии
Флаг Дании
Флаг Доминиканской Республики
Флаг Египта
Флаг Израиля
Флаг Индии
Флаг Иордании
Флаг Италии
Флаг Йемена
Флаг Казахстана
Флаг Канады
Флаг Кении
Флаг Китайской Народной Республики
Флаг Колумбии
Флаг Корейской Народно-Демократической Республики
Флаг Республики Корея
Флаг Латвии
Флаг Ливии
Флаг Литвы
Флаг Маврикия
Флаг Малави
Флаг Малайзии
Флаг Марокко
Флаг Мьянмы
Флаг Намибии
Флаг Нигерии
Флаг Новой Зеландии
Флаг Объединённых Арабских Эмиратов
Флаг Омана
Флаг Пакистана
Флаг Папуа — Новой Гвинеи
Флаг Польши
Флаг России
Флаг Саудовской Аравии
Флаг Сент-Китса и Невиса
Флаг речного флота Сербии
Флаг Сингапура
Флаг Соломоновых Островов
Флаг Судана
Флаг Сьерра-Леоне
Флаг Таиланда
Флаг Тонга
Флаг Тринидада и Тобаго
Флаг Туркменистана
Флаг Узбекистана
Флаг Украины
Флаг Фиджи
Флаг Финляндии
Флаг Франции
Флаг Хорватии
Флаг Черногории
Флаг Швеции
Флаг Шри-Ланки
Флаг Эстонии
Флаг ЮАР
Флаг Ямайки
Флаг Японии

## Подъём флага
Ежедневная церемония подъёма военно-морского флага (на кораблях). В советском ВМФ флаг поднимается в 8 часов, а по выходным и праздничным дням в 9 часов утра в обыкновенной (или торжественной) обстановке (с вызовом на верхнюю палубу всей команды корабля, караула, оркестра). На кораблях 1-го и 2-го рангов (на якоре) одновременно с подъёмом флага поднимается гюйс. Спуск флага (и гюйса) производится во время захода солнца, а в полярных морях — в часы, установленные командующим флотом.